# Ivan Rengjeo
Ivan Rengjeo (1884. – 1962.), zapisivač narodnih pjesama. Narodno umotvorje zapisivao je u Rami i Gračacu. Zapisao pjesme o Mijatu Tomiću i dr. Bio je ravnatelj Klasične gimnazije u Zagrebu od 1939. do 1944. godine i bio je urednik Hrvatskog planinara (1940. – 1944.).